# Olympische Sommerspiele 1996/Kanu – Zweier-Canadier 1000 m (Männer)
Die Wettkämpfe im Zweier-Canadier über 1000 Meter bei den Olympischen Sommerspielen 1996 fanden vom 30. Juli bis 3. August 1996 auf dem Lake Lanier statt.
Olympiasieger wurden wie bei den Spielen 1992 das deutsche Boot, dieses Mal in der Besetzung Andreas Dittmer und Gunar Kirchbach.

## Ergebnisse

### Vorläufe
Die jeweils ersten zwei Boote qualifizierten sich direkt für das Finale, alle weiteren Boote für die Halbfinals.

#### Vorlauf 1
| Rang | Athleten                              | Nation              | Zeit         |
| ---- | ------------------------------------- | ------------------- | ------------ |
| 1    | Marcel Glăvan Antonel Borșan          | Rumänien            | 4:06,481 min |
| 2    | Csaba Horváth György Kolonics         | Ungarn              | 4:08,709 min |
| 3    | Csaba Orosz Peter Páleš               | Slowakei            | 4:12,789 min |
| 4    | Martin Marinow Blagowest Stojanow     | Bulgarien           | 4:15,529 min |
| 5    | Tomasz Goliasz Dariusz Koszykowski    | Polen               | 4:22,181 min |
| 6    | Park Chang-kyu Jun Kwang-rak          | Südkorea            | 4:23,961 min |
| 7    | Steve Giles Dan Howe                  | Kanada              | 4:33,613 min |
| 8    | Vladimir Shayslamov Sergey Shayslamov | Usbekistan          | 4:43,221 min |
| 9    | Pieter Lehrer Jacob Lehrer            | Antigua und Barbuda | 5:20,421 min |

#### Vorlauf 2
| Rang | Athleten                              | Nation         | Zeit         |
| ---- | ------------------------------------- | -------------- | ------------ |
| 1    | Andreas Dittmer Gunar Kirchbach       | Deutschland    | 4:00,851 min |
| 2    | Andrew Train Stephen Train            | Großbritannien | 4:01,263 min |
| 3    | Dražen Funtak Ivan Šabjan             | Kroatien       | 4:02,831 min |
| 4    | José Alfredo Bea Oleg Shelestenko     | Spanien        | 4:05,203 min |
| 5    | Sergei Sergejew Kaissar Nurmaganbetow | Kasachstan     | 4:10,399 min |
| 6    | Oleksandr Lytwynenko Oleksij Ihrajew  | Ukraine        | 4:13,363 min |
| 7    | Victor Reneischi Nicolae Juravschi    | Moldau         | 4:25,183 min |
| 8    | Petr Fuksa Pavel Bednář               | Tschechien     | 4:25,295 min |

### Halbfinalläufe
Die ersten zwei Boote des jeweiligen Halbfinals und der zeitbessere Dritte erreichten das Finale.
Das Boot von Antigua und Barbuda nahm nicht teil.

#### Halbfinale 1
| Rang | Athleten                              | Nation     | Zeit         |
| ---- | ------------------------------------- | ---------- | ------------ |
| 1    | Steve Giles Dan Howe                  | Kanada     | 3:45,077 min |
| 2    | Martin Marinow Blagowest Stojanow     | Bulgarien  | 3:45,129 min |
| 3    | Oleksandr Lytwynenko Oleksij Ihrajew  | Ukraine    | 3:46,845 min |
| 4    | Dražen Funtak Ivan Šabjan             | Kroatien   | 3:48,677 min |
| 5    | Tomasz Goliasz Dariusz Koszykowski    | Polen      | 3:48,721 min |
| 6    | Vladimir Shayslamov Sergey Shayslamov | Usbekistan | 3:57,037 min |

#### Halbfinale 2
| Rang | Athleten                              | Nation     | Zeit         |
| ---- | ------------------------------------- | ---------- | ------------ |
| 1    | Victor Reneischi Nicolae Juravschi    | Moldau     | 3:44,008 min |
| 2    | Csaba Orosz Peter Páleš               | Slowakei   | 3:44,628 min |
| 3    | José Alfredo Bea Oleg Shelestenko     | Spanien    | 3:45,616 min |
| 4    | Sergei Sergejew Kaissar Nurmaganbetow | Kasachstan | 3:51,360 min |
| 5    | Petr Fuksa Pavel Bednář               | Tschechien | 3:51,576 min |
| 6    | Park Chang-kyu Jun Kwang-rak          | Südkorea   | 3:52,044 min |

### Finale
| Rang | Athleten                                   | Nation         | Zeit         |
| ---- | ------------------------------------------ | -------------- | ------------ |
| 1    | Andreas Dittmer Gunar Kirchbach            | Deutschland    | 1:40,420 min |
| 2    | Marcel Glăvan Antonel Borșan               | Rumänien       | 1:40,456 min |
| 3    | Csaba Horváth György Kolonics              | Ungarn         | 1:41,336 min |
| 4    | Martin Marinow Blagowest Stojanow          | Bulgarien      | 1:41,760 min |
| 5    | Victor Reneischi Nicolae Juravschi         | Moldau         | 1:42,208 min |
| 6    | Andrew Train Stephen Train                 | Großbritannien | 1:42,496 min |
| 7    | Csaba Orosz Peter Páleš                    | Slowakei       | 1:43,572 min |
| 8    | José Alfredo Bea Oleg Shelestenko          | Spanien        | 1:44,116 min |
| 9    | Dsmitryj Douhaljonok Aljaksandr Massjajkou | Belarus        | 1:46,840 min |